# アブディティバクテリウム門
アブディティバクテリウム門（Abditibacteriota）は、2023年に記載された細菌の門。
2018年に報告されたアブディティバクテリウム・ウツステイネンセ（Abditibacterium utsteinense）に対して提案された門である。2025年7月現在もこの1種しか記載されていない。A. utsteinenseは、1〜45℃の好気条件下糖類を主体とした培地で増殖する好気従属栄養性のグラム陰性菌（かつ外膜を持つDD細菌）で、南極のセールロンダーネ山地にある、ベルギーのプリンス・エリザベス基地付近（ウートシュタイネンリッジ）の土壌から分離された。
この系統は、以前FBPと呼ばれていた系統に相当する。培養例は殆ど無いが、16S rRNA配列として地球上の様々な地点から検出され、特に極地や砂漠地帯での報告が多い。最初に報告されたのも南極で、1985-86年にマクマードドライバレーで採取された地衣類を主体とする岩石内微生物試料から、2003年に報告されていた。
系統的にはアルマティモナス門に近接する。